# Kleinbekijshaai
De kleinbekijshaai (Scymnodon obscurus) is een vis uit de familie van valse doornhaaien (Dalatiidae) en behoort derhalve tot de orde van doornhaaiachtigen (Squaliformes). De vis kan een lengte bereiken van 70 centimeter.

## Leefomgeving
De kleinbekijshaai is een zoutwatervis. In brakwater is de soort nog nooit aangetroffen. De vis prefereert een tropisch klimaat en leeft hoofdzakelijk in de Atlantische Oceaan. De diepteverspreiding is 0 tot 1450 meter onder het wateroppervlak.

## Relatie tot de mens
De kleinbekijshaai is voor de visserij van beperkt commercieel belang. In de hengelsport wordt er weinig op de vis gejaagd.